# Moreuil
Moreuil és un municipi francès situat al departament del Somme i a la regió dels Alts de França. L'any 2007 tenia 3.988 habitants.

## Demografia

### Població

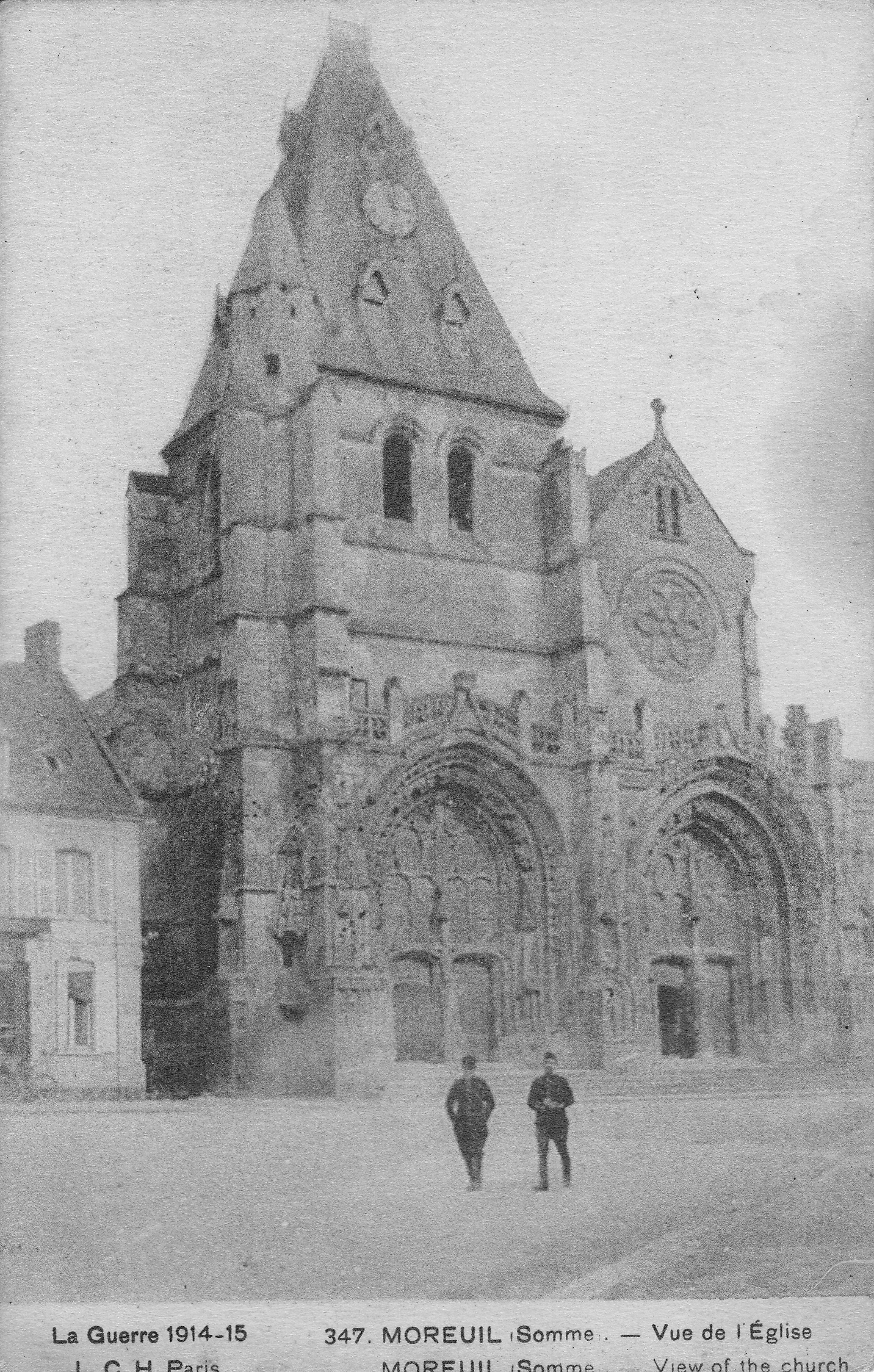
església al 1915

El 2007 la població de fet de Moreuil era de 3.988 persones. Hi havia 1.625 famílies de les quals 494 eren unipersonals (173 homes vivint sols i 321 dones vivint soles), 469 parelles sense fills, 518 parelles amb fills i 144 famílies monoparentals amb fills.
La població ha evolucionat segons el següent gràfic:
Habitants censats

### Habitatges

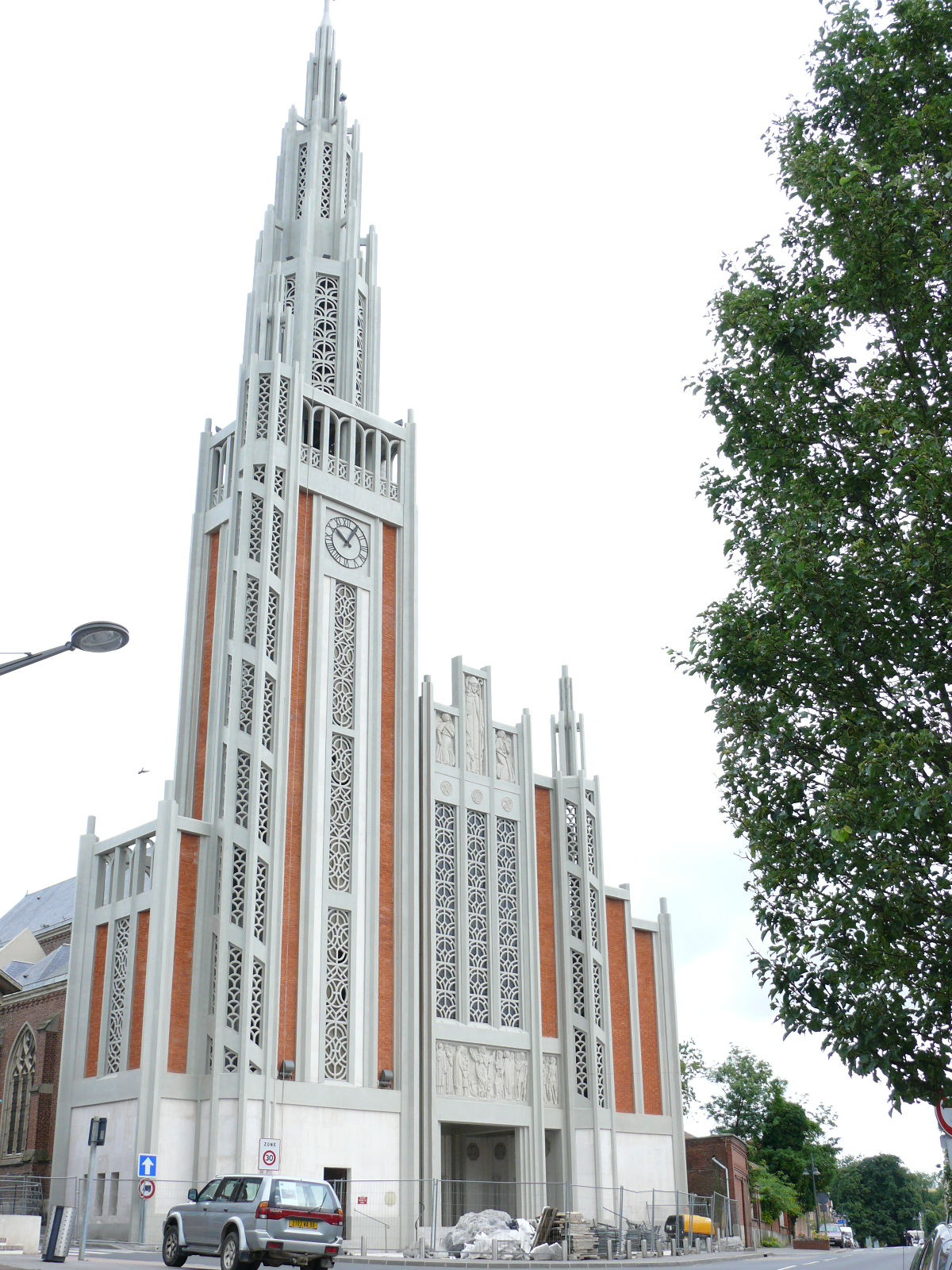
església

El 2007 hi havia 1.824 habitatges, 1.660 eren l'habitatge principal de la família, 31 eren segones residències i 133 estaven desocupats. 1.436 eren cases i 384 eren apartaments. Dels 1.660 habitatges principals, 989 estaven ocupats pels seus propietaris, 631 estaven llogats i ocupats pels llogaters i 40 estaven cedits a títol gratuït; 20 tenien una cambra, 125 en tenien dues, 313 en tenien tres, 487 en tenien quatre i 714 en tenien cinc o més. 939 habitatges disposaven pel capbaix d'una plaça de pàrquing. A 766 habitatges hi havia un automòbil i a 563 n'hi havia dos o més.

### Piràmide de població

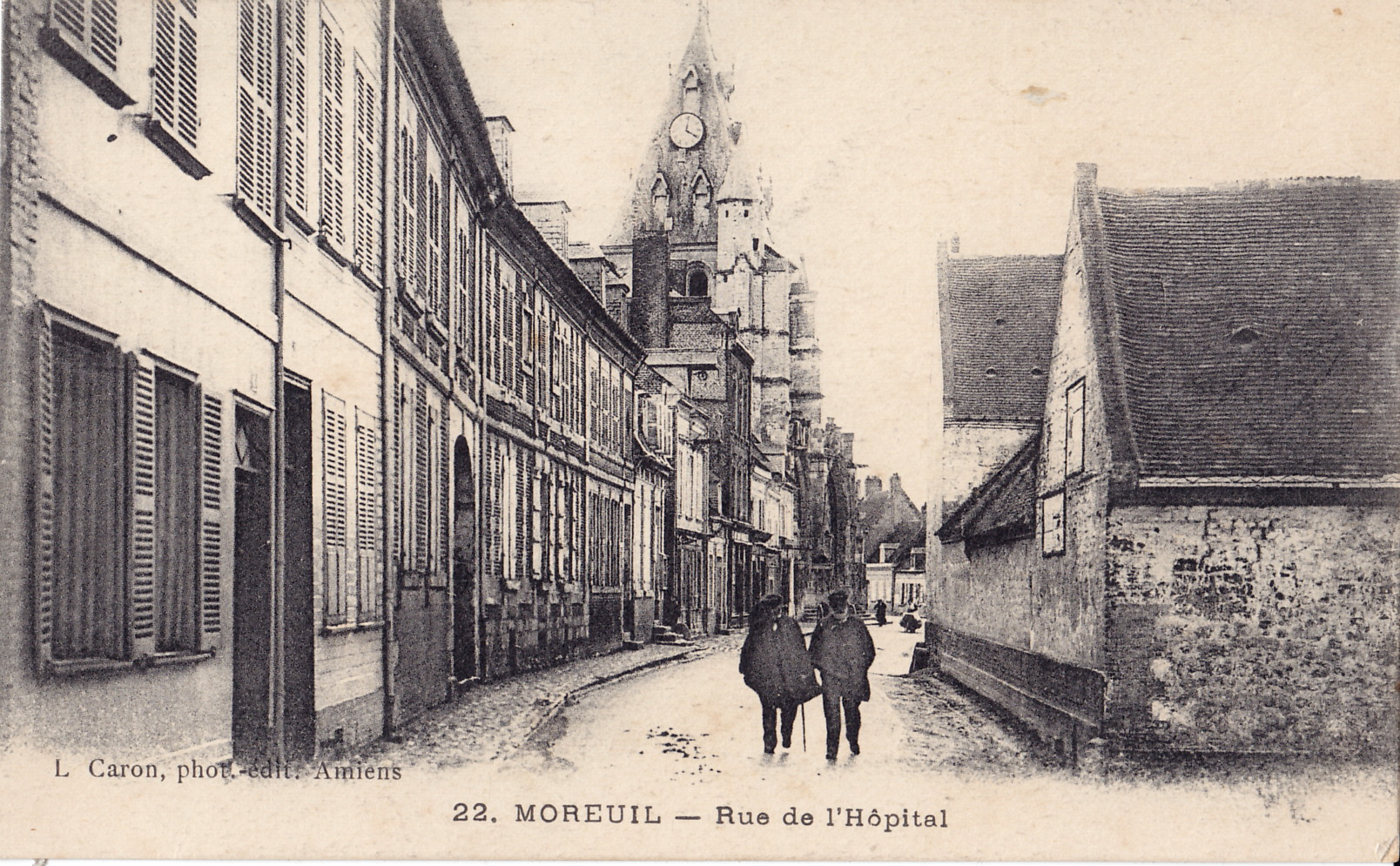

La piràmide de població per edats i sexe el 2009 era:
| Homes | Edats   | Dones |
| ----- | ------- | ----- |
| 0     | 95 o +  | 8     |
| 4     | 90 a 94 | 16    |
| 36    | 85 a 89 | 68    |
| 40    | 80 a 84 | 64    |
| 48    | 75 a 79 | 104   |
| 72    | 70 a 74 | 76    |
| 60    | 65 a 69 | 108   |
| 124   | 60 a 64 | 88    |
| 76    | 55 a 59 | 80    |
| 132   | 50 a 54 | 104   |
| 164   | 45 a 49 | 124   |
| 96    | 40 a 44 | 188   |
| 164   | 35 a 39 | 160   |
| 148   | 30 a 34 | 164   |
| 152   | 25 a 29 | 144   |
| 124   | 20 a 24 | 133   |
| 172   | 15 a 19 | 160   |
| 128   | 10 a 14 | 148   |
| 140   | 5 a 9   | 128   |
| 68    | 0 a 4   | 128   |

## Economia

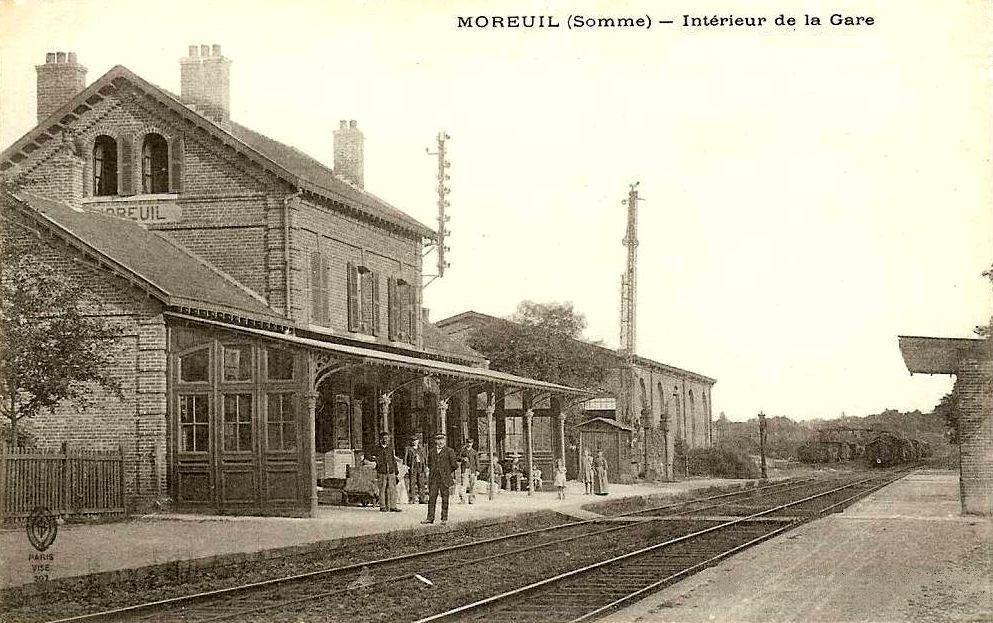

El 2007 la població en edat de treballar era de 2.582 persones, 1.848 eren actives i 734 eren inactives. De les 1.848 persones actives 1.628 estaven ocupades (895 homes i 733 dones) i 219 estaven aturades (92 homes i 127 dones). De les 734 persones inactives 259 estaven jubilades, 213 estaven estudiant i 262 estaven classificades com a «altres inactius».

### Ingressos
El 2009 a Moreuil hi havia 1.679 unitats fiscals que integraven 3.928,5 persones, la mediana anual d'ingressos fiscals per persona era de 16.507 €.

### Activitats econòmiques

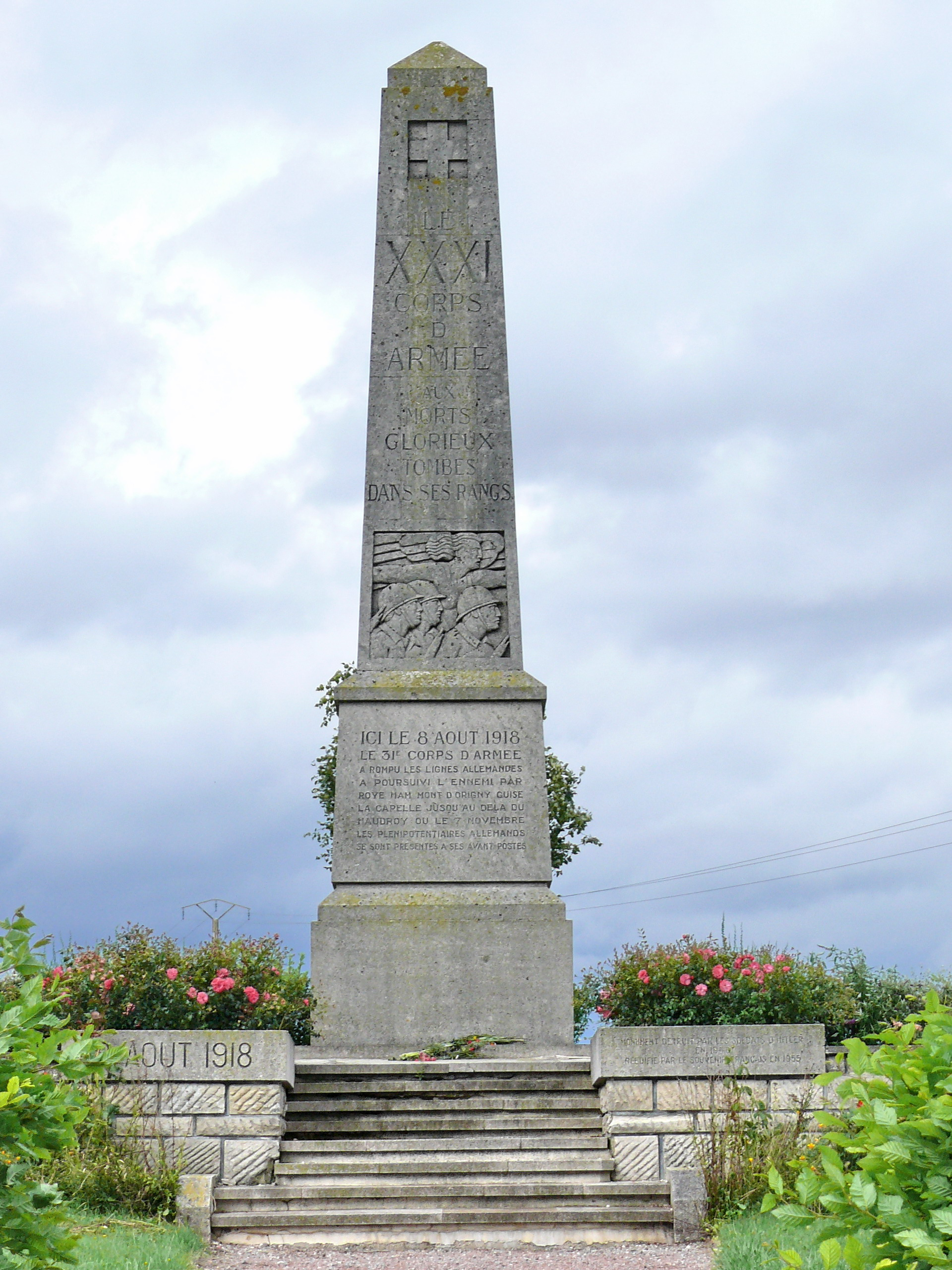
monument

Dels 193 establiments que hi havia el 2007, 3 eren d'empreses extractives, 6 d'empreses alimentàries, 1 d'una empresa de fabricació de material elèctric, 10 d'empreses de fabricació d'altres productes industrials, 15 d'empreses de construcció, 46 d'empreses de comerç i reparació d'automòbils, 11 d'empreses de transport, 16 d'empreses d'hostatgeria i restauració, 7 d'empreses financeres, 12 d'empreses immobiliàries, 20 d'empreses de serveis, 30 d'entitats de l'administració pública i 16 d'empreses classificades com a «altres activitats de serveis».
Dels 57 establiments de servei als particulars que hi havia el 2009, 1 era una oficina d'administració d'Hisenda pública, 1 gendarmeria, 1 oficina de correu, 4 oficines bancàries, 4 tallers de reparació d'automòbils i de material agrícola, 1 taller d'inspecció tècnica de vehicles, 2 autoescoles, 1 guixaire pintor, 9 fusteries, 5 lampisteries, 6 perruqueries, 2 veterinaris, 5 agències de treball temporal, 9 restaurants, 3 agències immobiliàries, 2 tintoreries i 1 saló de bellesa.
Dels 20 establiments comercials que hi havia el 2009, 2 eren supermercats, 1 una gran superfície de material de bricolatge, 3 fleques, 2 carnisseries, 1 una botiga de congelats, 1 una peixateria, 3 botigues de roba, 1 una botiga d'equipament de la llar, 1 una botiga de material esportiu, 1 una botiga de material de revestiment de parets i terra, 1 una perfumeria i 3 floristeries.
L'any 2000 a Moreuil hi havia 18 explotacions agrícoles que ocupaven un total de 1.287 hectàrees.

## Equipaments sanitaris i escolars
El 2009 hi havia 3 farmàcies i 1 ambulància.
El 2009 hi havia 2 escoles maternals i 1 escola elemental. Moreuil disposava d'un col·legi d'educació secundària amb 447 alumnes.

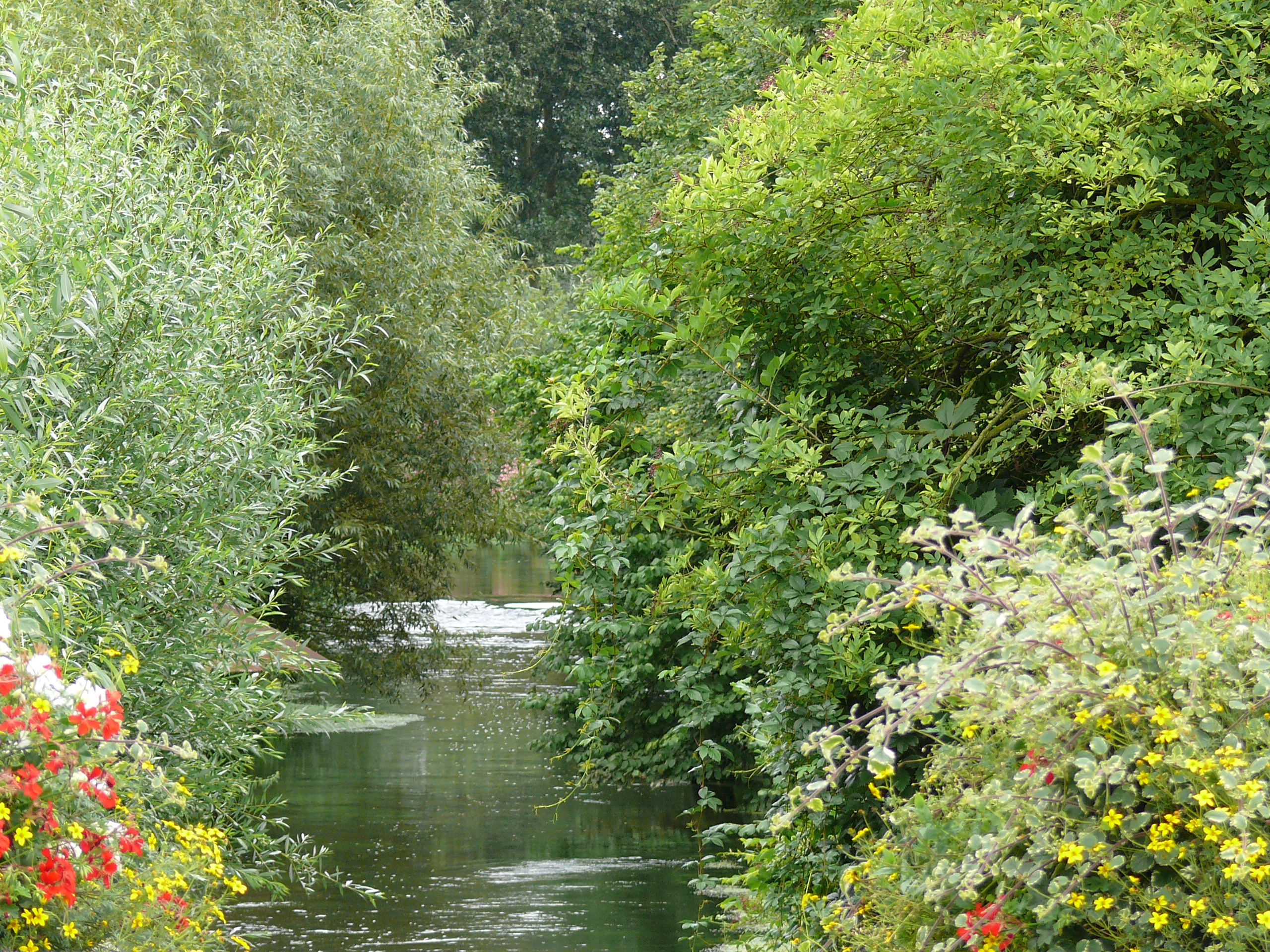
riu Avre

## Poblacions més properes

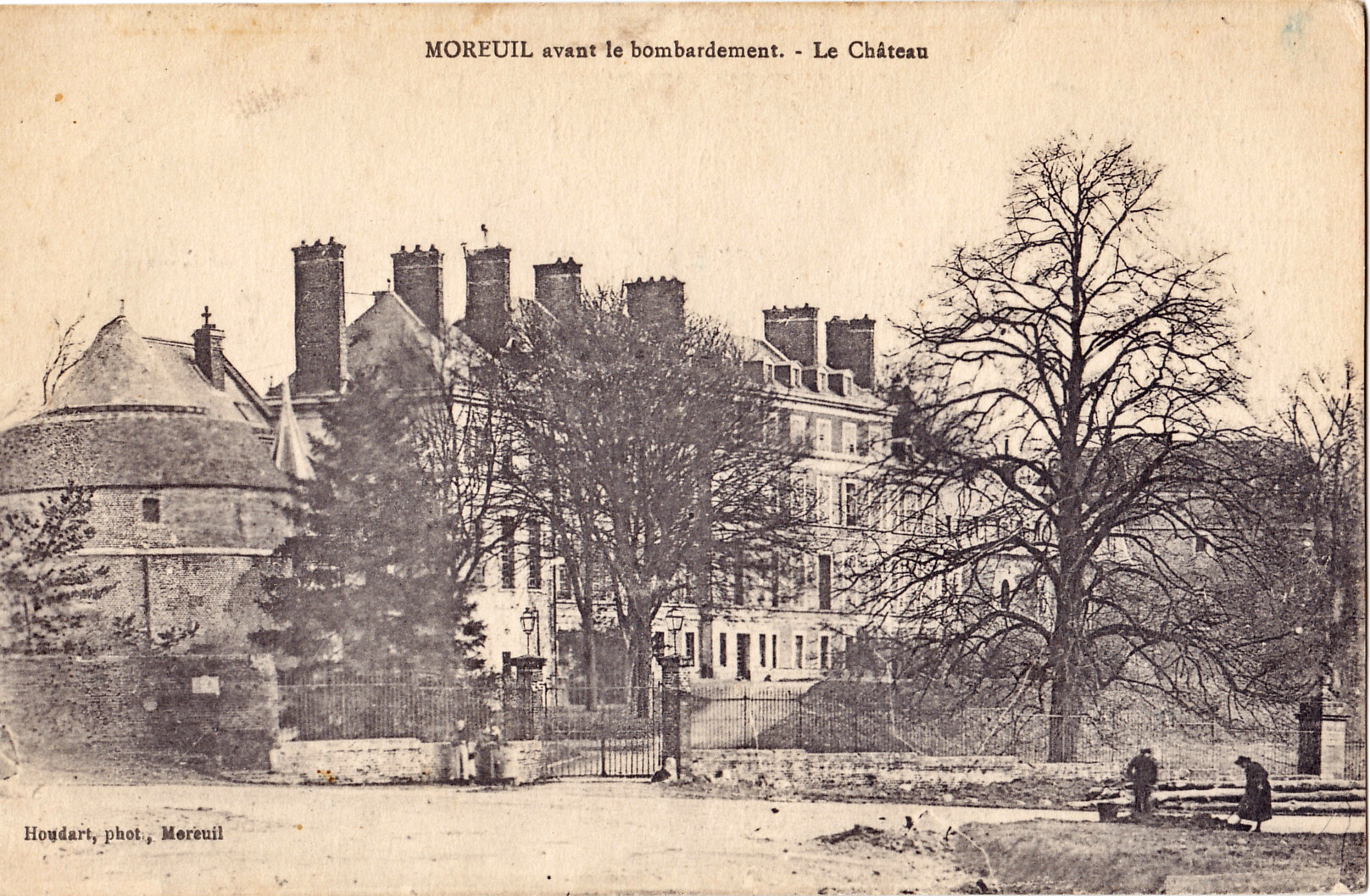

El següent diagrama mostra les poblacions més properes.